# Sirenia (banda)
Sirenia é uma banda norueguesa de metal gótico, criada depois da saída de Morten Veland da banda Tristania. O grupo apresenta uma sonoridade muito coesa, característica das composições de Veland.
Em 5 de julho de 2016, a banda anunciou nas redes sociais e na página oficial que a vocalista Ailyn  não fazia mais parte da banda. No dia 16 de setembro de 2016, Emmanuelle Zoldan foi anunciada nas redes sociais como nova vocalista.

## História

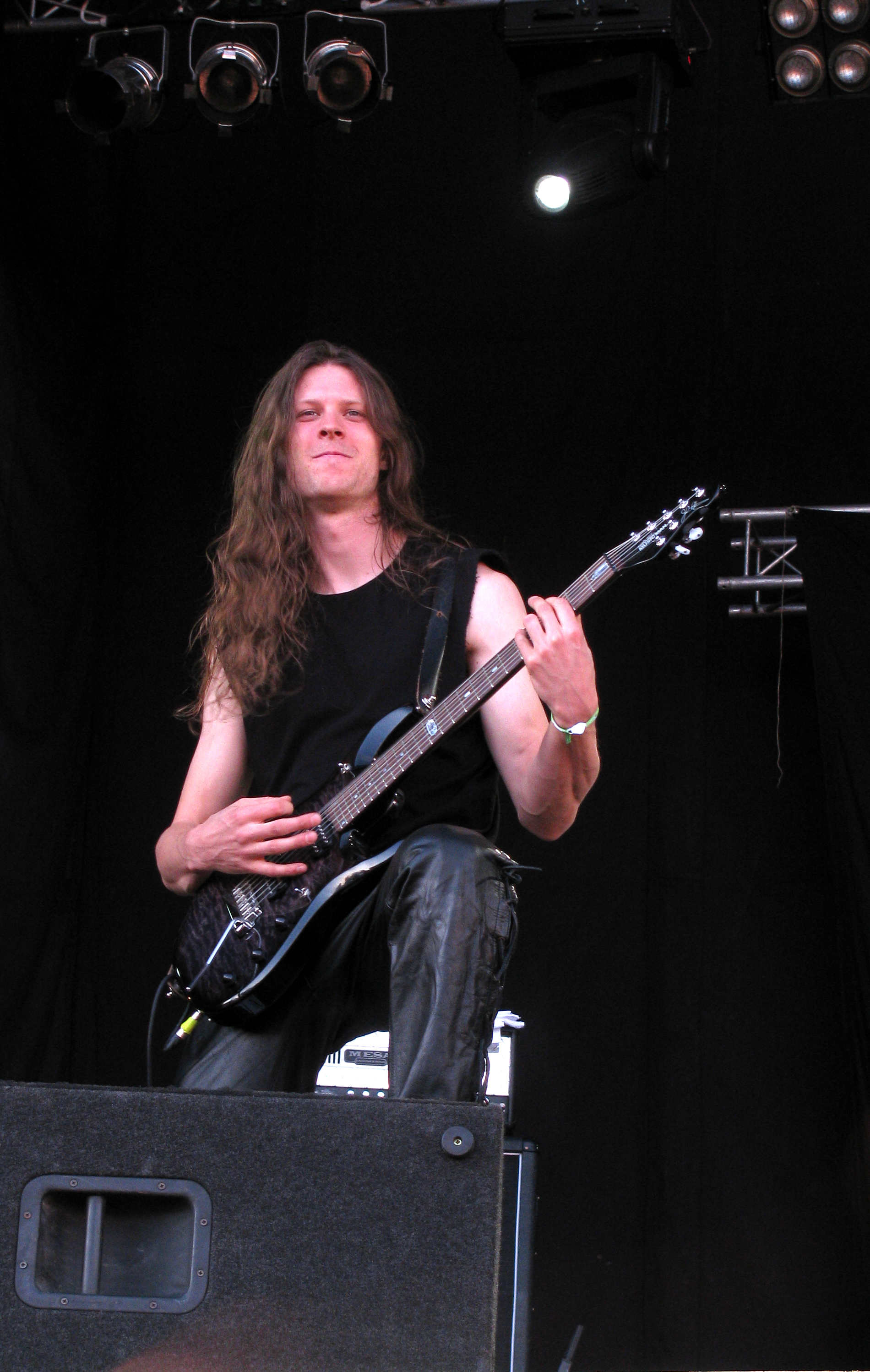
Michael S. Krumins, um dos guitarristas do Sirenia, durante apresentação no Global East Rock Festival, em Setembro de 2010

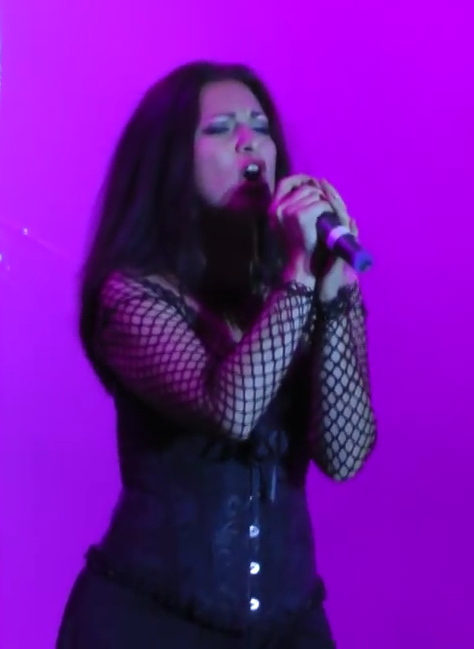
Emmanuelle Zoldan, durante uma de suas primeiras apresentações como vocalista do Sirenia, em Kherson, na Ucrânia, em Junho de 2016

A banda, cujo nome foi inspirado nas sereias da mitologia grega, sedutoras de homens com sua beleza e seu canto, foi fundada em 2001, após Morten Veland deixar Tristania, outra banda do gênero. Depois de Veland deixar Tristania, não se sabia como ambos ficariam, até 2002, com o lançamento do álbum At Sixes And Sevens, com a participação de Fabienne Gondamin nos vocais. Em 2004, com Henriette Bordvik no lugar de Gondamin, foi lançado o álbum An Elixir for Existence.
Após sua saída do Tristania, Morten restabeleceu contato com sua antiga gravadora, a Napalm Records, e seu produtor, Terje Refnes do Sound Suite Studios. Veland convidou Kristian Gundersen, que se encaixava perfeitamente em suas inclinações musicais, para integrar a banda. Gundersen era guitarrista e executava partes de vocais limpos. Também era integrado à banda o tecladista Hans Henrik Varland.
Logo em seu trabalho inicial, At Sixes and Sevens, gravado no final de 2001 e lançado no começo de 2002, o Sirenia já atraíu grande público. O álbum, que contém 9 músicas, é marcado pela presença de características de symphonic metal aliadas ao clássico gothic metal. Para os vocais femininos, foi convidada a cantora francesa Fabienne Gondamin. Também contribui com a gravação do álbum o violinista Pete Johansen. Um coral francês foi contratado para executar várias partes no opus. Jan Kenneth Barkved participou dos vocais limpos, que foram acrescentados para uma maior diversidade a esse lançamento. At Sixes and Sevens é considerado pela crítica uma grande obra com belos arranjos e uma atmosfera freqüentemente alternada entre o peso das guitarras e urros e a melancolia dos vocais clássicos e violinos.
A vocalista, Fabienne Gondamin, somente integrou a banda durante a gravação do álbum At Sixes and Sevens. Segundo Morten Veland, por ela residir na França, seria difícil um convívio, devido a distância em relação a Noruega.

Em 2003 o baterista Jonathan Perez e a vocalista Henriette Bordvik são incorporados à banda. No mesmo ano a banda saiu em turnê para divulgar o álbum. No final desse mesmo ano começam as gravações do novo álbum, An Elixir for Existence. Lançado no começo de 2004, esse novo trabalho, aparentava ser uma continuidade do primeiro. As composições continuavam bem arranjadas e produzidas, com muitas variações melódicas e cheias de detalhes. As guitarras, entretanto, estão mais presentes e distorcidas do que no outro álbum, e a voz de Henriette contribui muito para a sonoridade das canções. Um ano depois, em 2005, a banda lança um EP, Sirenian Shores..

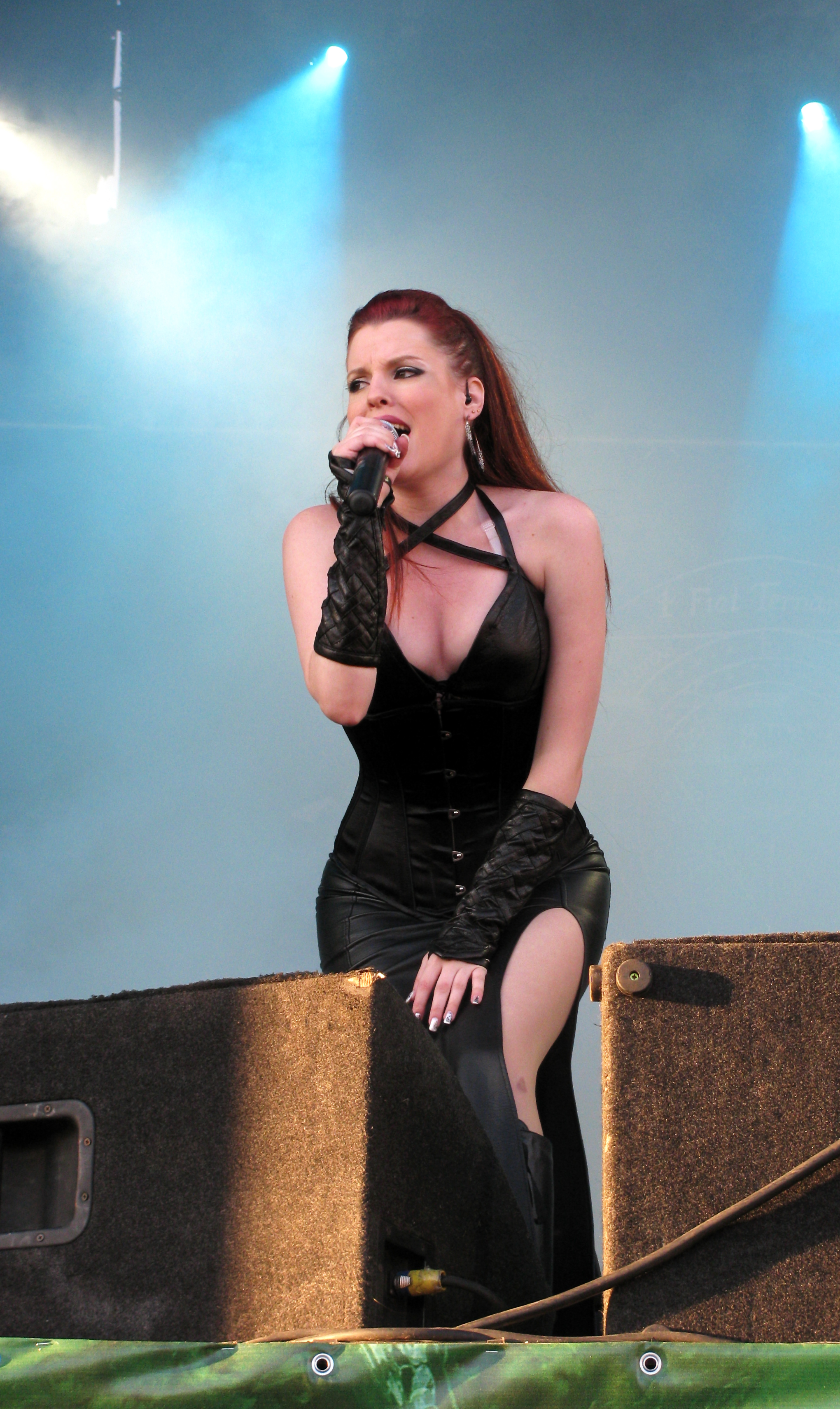
A vocalista Ailyn, durante apresentação no Global East Rock Festival 2010

Henriette Bordvik sai da banda em setembro de 2005, dando início à busca por uma nova vocalista. Monika Pedersen foi a escolhida. Ela vem dedicando toda sua vida à música, seja integrando bandas, coros ou trabalhando como professora de canto. Com ela, é gravado um novo álbum de estúdio intitulado Nine Destinies and a Downfall. Antes da gravação do álbum, Kristian Gundersen deixou a banda. Em 5 de novembro de 2007, a banda anunciou a saída da vocalista Monika Pedersen. Segundo nota da própria Monika no site da banda, grandes diferenças musicais a fizeram decidir que o Sirenia não era banda certa para ela, apesar dos bons momentos durante sua curta estadia. Monika retornou à sua antiga banda, Sinphonia.
Kristian Gundersen decidiu dedicar-se mais aos seus outros projetos, o New Beed e o Elusive. Enquanto o tecladista Hans Henrik Varland, preferiu dar mais tempo a sua família deixando o mundo da música. O guitarrista que substituiu Gundersen foi Bjornar Landa
Em 9 de abril de 2008 foi anunciada Ailyn como a nova vocalista da banda. Em 19 de maio de 2008 foi anunciado que Bjornar Landa tinha deixado a banda, para ter mais tempo com a sua família e estudos. Ele foi substituído por Michael S. Krumins.
Sirenia começou a gravar seu quarto álbum em julho de 2008. O novo álbum, chamado The 13th Floor foi concluído em setembro e o lançamento em foi dia 20 de janeiro de 2009.
Em fevereiro de 2010, anunciaram que um novo álbum da banda será lançado em Dezembro de 2010 ou em Janeiro de 2011, não se sabe ao certo, mas os vocais continuam com Ailyn. Em 16 de Outurbo é anunciado que o 5° álbum, The Enigma of Life será lançado dia 21 de Janeiro de 2011. Também foi divulgada a lista de faixas do álbum.
O sexto álbum da banda foi batizado de Perils of the Deep Blue e foi lançado no dia 28 de junho de 2013, pela Nuclear Blast.
No ano de 2016, a banda lançou seu sétimo álbum, intitulado Dim Days Of Dolor, agora com Emmanuelle Zoldan nos vocais. O álbum tem uma atmosfera muito parecida com o anterior, mas  a qualidade das guitarras, do vocal de Morten e da banda como um todo se acentuam. A nova vocalista traz uma voz mais grave que a de Aylin e com uma tendência a ópera, dando assim uma nova cara à banda.
Em 2021, o álbum Riddles, Ruins & Revelations foi eleito pela Metal Hammer como o 24º melhor álbum de metal sinfônico de todos os tempos.

## Integrantes

### Membros atuais
- Morten Veland - Vocal Gutural, Guitarra, Baixo e Teclado (desde 2001)
- Jonathan Perez - Bateria  (desde 2003)
- Jan Erik Soltvedt - Guitarra  (desde 2011)
- Emmanuelle Zoldan - Vocal  (desde 2016)

### Ex-membros
- Ailyn Gimenez (2008 a 2016)
- Bjørnar Landa - Guitarra  (de 2004 a 2008) .
- Henriette Bordvik - Vocal  (de 2003 a 2005) .
- Kristian Gundersen - Vocal e Guitarra  (de 2002 a 2004) .
- Monika Pedersen - Vocal  (de 2005 a 2007) .
- Michael S. Krumins - Guitarra  (de 2008 a 2011) .
- Fabienne Gondamin - Vocal  (2002)

### Músicos convidados
- Anne verdot - violino
- Fabienne Gondamin - vocais femininos no álbum At Sixes And Sevens
- Hans Henrik Varland - teclados
- Jan Kenneth Barkved - vocais masculinos
- Pete Johansen - violino
- Roland Navratil - bateria

## Discografia

### Álbuns
- At Sixes and Sevens (2002)
- An Elixir for Existence (2004)
- Nine Destinies and a Downfall (2007)
- The 13th Floor (2009)
- The Enigma of Life (2011)
- Perils of the Deep Blue (2013)
- The Seventh Life Path (2015)
- Dim Days of Dolor (2016)
- Arcane Astral Aeons (2018)
- Riddles, Ruins & Revelations (2021)[5]
- 1977 (2023)[6]

### EPs
- Sirenian Shores (2004)
- Of Faint and Nature (2017)